# Werkkabinet III
Het Werkkabinet III of Werkend Kabinet III (Indonesisch: Kabinet Kerja III) was een Indonesisch kabinet in de jaren 1962-1963. Het was het derde kabinet waarin president Soekarno ook de rol van minister-president op zich had genomen.
Ten opzichte van het vorige Werkkabinet II werd de opzet van het kabinet weer geheel gewijzigd, en werd het aantal ministers wederom vergroot. Naast de zittende premier Soekarno, eerste minister Djoeanda Kartawidjaja en vice-eerste ministers Johannes Leimena en Soebandrio werd de ministersploeg nu in acht thematische groepen opgedeeld, die elk onder leiding kwamen te staan van een coördinator met de status van vicepremier. Verder kregen ook vier voorzitters van hoge overheidsorganen de status van vice-eerste minister, en acht vicevoorzitters van de parlementen kregen de status van minister.

## Samenstelling

### Leiders van het kabinet
| Nr. | Ministerspost                         | Minister | Minister                                          | Partij   |
| --- | ------------------------------------- | -------- | ------------------------------------------------- | -------- |
| 1   | Minister-president (tevens president) |          | Soekarno                                          |          |
| 2   | Eerste minister                       |          | Djoeanda Kartawidjaja (overleden 7 november 1963) |          |
| 3   | Vice-eerste minister I                |          | Johannes Leimena                                  | Parkindo |
| 3   | Vice-eerste minister II               |          | Soebandrio                                        |          |

### Buitenlandse Zaken
| Nr. | Ministerspost                                             | Minister | Minister   | Partij |
| --- | --------------------------------------------------------- | -------- | ---------- | ------ |
| 5   | Vicepremier / Coördinator Minister van Buitenlandse Zaken |          | Soebandrio |        |

### Binnenlandse Zaken
| Nr. | Ministerspost                                               | Minister | Minister             | Partij |
| --- | ----------------------------------------------------------- | -------- | -------------------- | ------ |
| 6   | Vicepremier / Coördinator Minister van Binnenlandse Zaken   |          | Sahardjo             |        |
| 7   | Minister van Algemene Overheidszaken en Regionale Autonomie |          | Ipik Gandamana       | IPKI   |
| 8   | Minister van Justitie                                       |          | Sahardjo             |        |
| 9   | Minister / Voorzitter van het Hooggerechtshof               |          | Wirjono Prodjodikoro |        |

### Defensie en Veiligheid
| Nr. | Ministerspost                                                             | Minister | Minister              | Partij |
| --- | ------------------------------------------------------------------------- | -------- | --------------------- | ------ |
| 10  | Vicepremier / Coördinator Minister van Defensie en Veiligheid             |          | Abdul Harris Nasution | IPKI   |
| 11  | Minister / Stafchef van de landmacht                                      |          | Abdul Harris Nasution | IPKI   |
| 12  | Minister / Stafchef van de marine                                         |          | Eddy Martadinata      |        |
| 13  | Minister / Stafchef van de luchtmacht                                     |          | Omar Dhani            |        |
| 14  | Minister / Stafchef van de politie                                        |          | Soekarno Djojonegoro  |        |
| 15  | Minister / Procureur-generaal                                             |          | Kadarusman            |        |
| 16  | Minister van Veteranenzaken                                               |          | Sambas Atmadinata     |        |
| 17  | Minister voor ondersteuning van de coördinator van Defensie en Veiligheid |          | Hidajat               |        |

### Productie
| Nr. | Ministerspost                           | Minister | Minister                      | Partij |
| --- | --------------------------------------- | -------- | ----------------------------- | ------ |
| 18  | Vicepremier / Coördinator Productie     |          | Suprajogi                     |        |
| 19  | Minister van Landbouw en Landzaken      |          | Sadjarwo                      | BTI    |
| 20  | Minister van Arbeid                     |          | Ahem Erningpradja             |        |
| 21  | Minister van Openbare Werken en Energie |          | Suprajogi                     |        |
| 22  | Minister van Basisindustrie en Mijnbouw |          | Chaerul Saleh                 | Murba  |
| 23  | Minister van Volksindustrie             |          | Abdul Azis Saleh              |        |
| 24  | Minister van Nationaal Onderzoek        |          | Soedjono Djoened Poesponegoro |        |

### Distributie
| Nr. | Ministerspost                                                   | Minister                      | Minister                          | Partij   |
| --- | --------------------------------------------------------------- | ----------------------------- | --------------------------------- | -------- |
| 25  | Vicepremier / Coördinator Distributie                           |                               | Johannes Leimena                  | Parkindo |
| 26  | Minister van Handel                                             |                               | Soeharto Sastrosoeyoso            | PNI      |
| 27  | Minister van Grondtransport, Post, Telecommunicatie en Toerisme |                               | Djatikoesoemo (tot 17 april 1963) |          |
| 27  | Minister van Grondtransport, Post, Telecommunicatie en Toerisme | Hidajat (vanaf 17 april 1963) |                                   |          |
| 28  | Minister van Zeevaart                                           |                               | Abdulmutalib Danuningrat          |          |
| 29  | Minister van Luchtvaart                                         |                               | R. Iskander                       |          |
| 30  | Minister van Coöperaties                                        |                               | Achmadi                           |          |

### Financiën
| Nr. | Ministerspost                                  | Minister | Minister       | Partij |
| --- | ---------------------------------------------- | -------- | -------------- | ------ |
| 31  | Vicepremier / Coördinator Financiën            |          | Notohamiprodjo |        |
| 32  | Minister van Inkomsten, Betalingen en Toezicht |          | Notohamiprodjo |        |
| 33  | Minister van de Staatsbegroting                |          | Arifin Harahap |        |
| 33  | Minister voor Centrale Bank-zaken              |          | Soemarno       | PNI    |

### Welvaart
| Nr. | Ministerspost                              | Minister | Minister             | Partij       |
| --- | ------------------------------------------ | -------- | -------------------- | ------------ |
| 34  | Vicepremier / Coördinator Volkswelvaart    |          | Muljadi Djojomartono | v/h Masjoemi |
| 35  | Minister van Godsdienst                    |          | Saifuddin Zuhri      | NU           |
| 36  | Minister van Sociale Zaken                 |          | Rusiah Sardjono      |              |
| 37  | Minister van Gezondheid                    |          | Satrio               |              |
| 38  | Minister van Basisonderwijs en Cultuur     |          | Prijono              | Murba        |
| 39  | Minister van Hoger Onderwijs en Wetenschap |          | Thoyib Hadiwidjaja   |              |

### Speciale Zaken
| Nr. | Ministerspost | Minister | Minister       | Partij |
| --- | --- | -------- | -------------- | ------ |
| 40  | Vicepremier / Coördinator Speciale Zaken |          | Mohammad Yamin |        |
| 41  | Minister van Informatie |          | Mohammad Yamin |        |
| 42  | Minister van Verhoudingen met de Volksvertegenwoordigingsraad, het Raadgevend Volkscongres, het Hoge Adviesorgaan en het Nationale Planningsbureau |          | W.J. Rumambi   |        |
| 43  | Minister / Secretaris-Generaal van het Nationaal Front                                                                                             |          | Soedibjo       | PSII   |
| 44  | Minister van Verhoudingen met Oelama's |          | Fattah Jasin   | NU     |

### Beambten met de status van vice-eerste minister
| Nr. | Ministerspost                                                                   | Minister                                              | Minister                               | Partij |
| --- | ------------------------------------------------------------------------------- | ----------------------------------------------------- | -------------------------------------- | ------ |
| 45  | Voorzitter van het Tijdelijke Raadgevend Volkscongres (MPRS)                    |                                                       | Chaerul Saleh                          | Murba  |
| 46  | Voorzitter van de Volksvertegenwoordigingsraad voor "Wederzijdse Hulp" (DPR-GR) |                                                       | Zainul Arifin (overleden 2 maart 1963) | NU     |
| 46  | Voorzitter van de Volksvertegenwoordigingsraad voor "Wederzijdse Hulp" (DPR-GR) | Arudji Kartawinata (van 3 maart tot 3 september 1963) |                                        |        |
| 46  | Voorzitter van de Volksvertegenwoordigingsraad voor "Wederzijdse Hulp" (DPR-GR) | Achmad Sjaichu (vanaf 3 september 1963)               |                                        |        |
| 47  | Voorzitter van het Hoge Adviesorgaan (DPA)                                      |                                                       | Sartono                                | PNI    |
| 48  | Voorzitter van het Nationale Planningsbureau                                    |                                                       | Mohammad Yamin                         |        |

### Beambten met de status van minister
| Nr. | Ministerspost                                                                        | Minister                                | Minister                                 | Partij |
| --- | ------------------------------------------------------------------------------------ | --------------------------------------- | ---------------------------------------- | ------ |
| 49  | Vicevoorzitters van het Tijdelijke Raadgevend Volkscongres (MPRS)                    |                                         | Ali Sastroamidjojo                       | PNI    |
| 49  | Vicevoorzitters van het Tijdelijke Raadgevend Volkscongres (MPRS)                    |                                         | Idham Chalid                             | NU     |
| 49  | Vicevoorzitters van het Tijdelijke Raadgevend Volkscongres (MPRS)                    |                                         | D.N. Aidit                               | PKI    |
| 49  | Vicevoorzitters van het Tijdelijke Raadgevend Volkscongres (MPRS)                    | Wilujo Puspojudo                        |                                          |        |
| 50  | Vicevoorzitters van de Volksvertegenwoordigingsraad voor "Wederzijdse Hulp" (DPR-GR) |                                         | Arudji Kartawinata tot 3 september 1963) |        |
| 50  | Vicevoorzitters van de Volksvertegenwoordigingsraad voor "Wederzijdse Hulp" (DPR-GR) | Achmad Sjaichu (vanaf 3 september 1963) |                                          |        |
| 50  | Vicevoorzitters van de Volksvertegenwoordigingsraad voor "Wederzijdse Hulp" (DPR-GR) | IGG Subamia                             |                                          |        |
| 50  | Vicevoorzitters van de Volksvertegenwoordigingsraad voor "Wederzijdse Hulp" (DPR-GR) |                                         | M.H. Lukman                              | PKI    |
| 50  | Vicevoorzitters van de Volksvertegenwoordigingsraad voor "Wederzijdse Hulp" (DPR-GR) | Mursalin Daeng Mamangung                |                                          |        |

### Overige ministers
| Nr. | Ministerspost                                                     | Minister                   | Minister            | Partij |
| --- | ----------------------------------------------------------------- | -------------------------- | ------------------- | ------ |
| 51  | Minister / Staatssecretaris (vanaf 23 augustus 1962)              |                            | Mohammad Ichsan     |        |
| 51  | Minister / Staatssecretaris (vanaf 23 augustus 1962)              | Abdul Wahab Surjodiningrat |                     |        |
| 52  | Voorzitter van het Staatstoezichtorgaan (opgeheven 12 april 1962) |                            | Hamengkoeboewono IX |        |